# オモシロ好奇心☆どろんぱ!
オモシロ好奇心☆どろんぱ!（オモシロこうきしん どろんぱ）は、よみうりテレビで2005年4月2日から9月24日まで放送された情報バラエティ番組。放送時間は毎週土曜日12:00 - 13:00で、関西ローカル。

## 概要
お笑いコンビの笑い飯が司会に初挑戦する番組で、baseよしもとからの公開生放送。ただし、同年夏に天保山マーケットプレースで開催されたよみうりテレビ主催のイベント「天保山10デイズわくわく宝島」の開催中に、この会場の特設ステージから生中継された回が一度ある。なお、この番組は平常時はステレオ放送であったがこの回に限りモノラル音声で放送された（中継技術等の関係で何らかの制約があったためと考えられる）。
2005年3月末で終了した「週刊トラトラタイガース」から引き継ぐ形で阪神タイガースの情報をおくるコーナーが番組のメイン。川藤幸三が迫力ある語り口でタイガースのネタを取り上げる。この他、スポーツ・芸能の話題もおくる「新しいタイプの情報番組」。
ただ、「阪神タイガース」+「バラエティ」というコンセプトは今一つ視聴者にウケなかったようで、視聴率も3 - 5％と伸び悩んだことから、僅か半年間のみ、同年9月で打ち切られた。10月以降の同枠では『ダウンタウンのガキの使いやあらへんで!!』の未放映分（2本立て）が放送され、その後ドラマ等の再放送枠が長く続いた末に、2009年5月から日本テレビの『メレンゲの気持ち』を同時ネットすることになっていたが、2010年11月から『マチャミ&なるみの関西メチャうまTV いただきナハ〜レ!』を差し替えて不定期放送していた。12月18日の放送で2度目の打ち切りとなった。2011年1月15日より『いただきナハ〜レ』がレギュラー化し、同局土曜正午の自主制作としては6年3ヶ月ぶりとなった。
なお、この番組終了後の阪神タイガース関連は、同年は毎週日曜日13：05 - 13：30で『トラんち』が引き継ぎ、2006年度はしばらくタイガース関連の放送が無かったが、7月末からスタートした月 - 金の夕方の帯番組『情報ライブ ミヤネ屋』の1コーナーとして復活した。しかしこれも同番組の全国向け番組化に伴い「スポーツFRIDAY」にリニューアルされ消滅した。

## 出演
- 司会
  - 笑い飯（哲夫・西田幸治）
- レギュラー
  - 泉谷しげる
  - 坂下千里子
  - 高山トモヒロ（ケツカッチン）
  - 麒麟（川島明・田村裕）
  - 千鳥（大悟・ノブ
  - 南海キャンディーズ（山里亮太・しずちゃん）
  - 堀朱里（HOP CLUB）
  - 川藤幸三（よみうりテレビ野球解説者）

ほか

## スタッフ
- 構成：上田信彦、八木晴彦、渡邊仁、西田哲也、藤木汐美、東雲信介
- リサーチ：貝島純一
- TD（テクニカルディレクター）：澤野茂（YTV）、安井太久也（YTV本社）
- SW（スイッチャー）：北條吉彦（YTV）、平松雅之（YTV本社）
- CAM（カメラマン）：林謙一郎（トラッシュ）
- MIX（音声）：谷口英雄（YTV）、滝澤亮（YTV本社）
- VE（ビデオエンジニア）：大森喜章（トラッシュ）、田渕敬昌（YTV本社）
- LD（照明）：窪内誠（YTV）、上田和博（アーチェリープロ）
- モニター：教映社（baseよしもと）
- ED（ビデオ編集）：中澤丈、吉田興介、福島耕治
- MA：堀内孝太郎
- 音効：中谷誠、木之本郁子
- 美術：丹野可奈子（YTV）
- 大道具：橋本敦
- 小道具：中森正啓
- タイトルデザイン：奥村雅一
- キャラクターデザイン：オデオンデザイン
- CG：aex
- メイク：A・I・C、MORE
- TK（タイムキーパー）：多田桂子、金村真希
- ディレクター：松本武史、飯田隆之、川口智宏、宮内崇志、中野明（オフィスりぷる）
- プロデューサー：亀田年保
- 演出・プロデューサー：前西和成
- 統括：田中淳裕（2005年6月まではプロデューサー）
- チーフプロデューサー：乾佐登司
- 協力：阪神タイガース
- 観客動員：放送事業社
- 技術協力：トラッシュ、テレコープ、マウス、アッシュ、サウンドエフェクト、映像企画、日本ワーカーズ
- 美術協力：グリーン・アート、高津商会
- スタッフ協力：ワイズビジョン、ブリッジ、オフィスりぷる、アッシュ

| よみうりテレビ 土曜12:00 - 13:00        | よみうりテレビ 土曜12:00 - 13:00 | よみうりテレビ 土曜12:00 - 13:00                                      |
| 前番組                                  | 番組名                           | 次番組                                                                |
| --------------------------------------- | -------------------------------- | --------------------------------------------------------------------- |
| 真実 ※ここまで「土曜は韓流!」枠         | オモシロ好奇心☆どろんぱ!         | ダウンタウンのガキの使いやあらへんで!! ※未放映分 ↓ バラエティ再放送枠 |
| よみうりテレビ 阪神タイガース関連の番組 |                                  |                                                                       |
| 週刊トラトラタイガース                  | オモシロ好奇心☆どろんぱ!         | トラんち                                                              |